# Stanisław Hojnor
Stanisław Hojnor (ur. 28 kwietnia 1896 w Jasiennej, zm. 21 sierpnia 1920 w Aleksandrówce) – podporucznik piechoty Wojska Polskiego, działacz niepodległościowy, kawaler Orderu Virtuti Militari.

## Życiorys
Urodził się 28 kwietnia 1896 w Jasiennej, w ówczesnym powiecie nowosądeckim Królestwa Galicji i Lodomerii, w rodzinie Józefa i Marii z Szewczyków. W 1914 ukończył naukę w klasie VIIb c. k. Gimnazjum w Stryju. Był członkiem Związku Strzeleckiego.
W 1914 wstąpił do Legionów Polskich i otrzymał przydział do 5 pułku piechoty i przebył w nim cały szlak bojowy formacji legionowych.
W 1918 wstąpił do odrodzonego Wojska Polskiego. W 5 pułku piechoty Legionów walczył na frontach wojny polsko-bolszewickiej. 18 marca 1919 jako podoficer byłych Legionów Polskich został mianowany z dniem 1 marca 1919 podporucznikiem piechoty. 28 maja 1920 na czele 7 kompanii podczas walk pod Rzyszczowem nad Dnieprem, w sytuacji wielokrotnej przewagi bolszewików na odcinku Witaczewo – Stajki, zdecydowanym kontratakiem zdołał powstrzymać atak wroga, biorąc do niewoli jeńców i zdobywając sprzęt wojskowy. Za czyn ten odznaczony został Krzyżem Srebrnym Orderu Virtuti Militari. Poległ 21 sierpnia 1920 w boju pod Aleksandrówką koło Siemiatycz. W 1921, staraniem Stefana Szeworskiego, profesora gimnazjum w Nowym Sączu, zwłoki Stanisława Hojnora zostały sprowadzone i pochowane na cmentarzu parafialnym w Lipnicy Wielkiej.

## Ordery i odznaczenia
- Krzyż Srebrny Orderu Virtuti Militari nr 7988[9]
- Krzyż Niepodległości – pośmiertnie 19 grudnia 1933 „za pracę w dziele odzyskania niepodległości”[10]